# میسن (تگزاس)
میسن، تگزاس (به انگلیسی: Mason, Texas) یک شهر در ایالات متحده آمریکا با جمعیت ۲٬۱۱۴ نفر است که در تگزاس واقع شده‌است.

## موقعیت جغرافیایی
موقعیت جغرافیایی شهرها و مناطق اطراف به شرح زیر است: